# 乙酸橙花酯
乙酸橙花酯（英語：Neryl acetate）是一种柑橘油中发现的化合物。在化学结构上，这是乙酸与橙花醇的形成的酯，通常用在香精和香料，赋予其花卉和水果的香味。